# Perizoma obsoletata
Perizoma obsoletata is een nachtvlinder uit de familie van de spanners (Geometridae).
De spanwijdte van deze vlinder is 23 tot 25 millimeter.
De soort komt voor in berggebieden van Zuid- en Centraal-Europa. 
De rupsen, die gevonden kunnen worden in augustus en september, leven van soorten gentiaan (Gentiana). De pop overwintert. De vliegtijd is van juli tot in augustus. 